# Dickfelds Schlankcichlide
Dickfelds Schlankcichlide (Julidochromis dickfeldi) ist eine afrikanische Buntbarschart, die bislang nur im südwestlichen Teil des Tanganjikasees in Sambia nachgewiesen wurde. Hier leben die Tiere über steinigem oder felsigem Untergrund in Tiefen bis 35 Meter. Sie nutzen Höhlen und Spalten um sich zu verstecken und ihre Eier zu legen. Die Nahrung besteht hauptsächlich aus kleinen Krebstieren.

## Merkmale
Die Tiere erreichen eine Größe von bis zu 11 cm, die Grundfarbe des Körpers ist beige. An der Seite befinden sich drei waagerechte, schwarze Linien die, je nach Exemplar, durchgängig oder unterbrochen sein können. Die unpaarigen Flossen können blau irisierende Säume oder Pünktchenmuster haben. Unter den Augen, auf den Kiemendeckeln und auf den Seiten können sich ebenfalls blau irisierende Zeichnungen finden.

## Weblink
- Julidochromis dickfeldi in der Roten Liste gefährdeter Arten der IUCN 2013.2. Eingestellt von: Bigirimana, C., 2006. Abgerufen am 9. Februar  2014.